# Østasien (1984)
Østasien er en af de tre superstater i romanen 1984 af George Orwell. Østasiens grænser er ikke så klart afgrænsede, som de to andre superstater, Oceanien og Eurasien, men det vides, at området omfatter hvad der svarer til Kina, Japan og Korea såvel som Manchuriet, Mongoliet, Indien, Filippinerne, Indonesien og Mellemøsten. Den politiske ideologi har iflg. romanen et "kinesisk navn, der sædvanligvis oversættes ved Dødekult, men som måske bedre kan gengives ved Selvudslettelse".
Man får ikke meget at vide om Østasien i romanen, men man ved, at det er den yngste og mindste af de tre superstater. Ifølge Goldsteins bog opstod Østasien omkring 10 år senere end de to andre, hvilket vil sige på et tidspunkt i 1960'erne, efter adskillige års krig mellem de nationer, der nu udgør Østasien. Man får også at vide, at befolkningerne i Østasien er flittige, hvilket kompenserer for landets mangler i forhold til de to andre superstater.

Denne artikel er en oversættelse af artiklen Eastasia på den engelske Wikipedia. Oversættelsen tager i sin sprogbrug desuden udgangspunkt i den danske udgave af 1984 (Gyldendals Tranebøger 1973), oversat af Paul Monrad.